# Atletica leggera femminile ai Giochi della XXXIII Olimpiade
Ai Giochi della XXXIII Olimpiade di Parigi 2024 sono stati assegnati 23 titoli nell'atletica leggera femminile, più 2 titoli assegnati in gare miste.

## Calendario
| Gare         |               |                 |              |                      |                 |                         |                         |                         |                   |          |    |    |
|              | 100 m         | 100 m           | 200 m        | 200 m (rip.) 200m    | 200 m           |                         |                         | Staffetta 4x400 m       | Staffetta 4x400 m |          | 23 |    |
|              | 4x400 m mista | 4x400 m mista   |              | 400 m                | 400 m (ripesc.) | 400 m                   | Staffetta 4x100 m       | 400 m Staffetta 4x100 m |                   |          | 23 |    |
|              | 800 m         | 800 m (ripesc.) | 800 m        | 800 m                | 1500 m          | 1500 m (ripesc.)        | 1500 m                  |                         | 1500 m            |          | 23 |    |
|              |               |                 | 400 m ost.   | 400 m ost. (ripesc.) | 400 m ost.      |                         | 400 m ost.              |                         |                   |          | 23 |    |
|              |               |                 |              |                      |                 | 100 m ost.              | 100 m ost. (ripesc.)    | 100 m ost.              | 100 m ost.        |          | 23 |    |
|              | 5000 m        |                 | 3000 m siepi | 5000 m               | 3000 m siepi    |                         |                         | 10.000 m                |                   |          | 23 |    |
| Marcia 20 km |               |                 |              |                      |                 | Maratona di marcia      |                         |                         |                   | Maratona | 23 |    |
|              | Alto          |                 | Alto         | Asta                 |                 | Asta                    |                         |                         |                   |          | 23 |    |
|              | Triplo        | Triplo          |              |                      | Lungo           |                         | Lungo                   |                         |                   |          | 23 |    |
|              | Disco         |                 | Martello     | Disco                | Martello        | Giavellotto             | Peso                    | Peso                    | Giavellotto       |          | 23 |    |
|              |               |                 |              | \|                   |                 | Eptathlon (1ª giornata) | Eptathlon (2ª giornata) |                         |                   |          | 23 |    |
|              |               |                 |              |                      |                 |                         |                         |                         |                   |          |    |    |
| Titoli       | 1             | -               | 2            | 1                    | 3               | 3                       | 1                       | 2                       | 5                 | 4        | 1  | 23 |

|  | Qualificazioni |  | Ripescaggi |  | Finali |  | Gare miste |

Come nel programma maschile è stato introdotto un turno di ripescaggio tra le batterie e le semifinali. Riguarda sei specialità: le quattro corse piane dai 200 ai 1500 metri e le due prove ad ostacoli. È una sorta di «esame di riparazione» per chi non è andata bene al primo turno. È la prima volta che accade in una manifestazione mondiale di atletica leggera. In virtù del nuovo regolamento queste gare durano quattro giorni, mentre lo standard era di due giorni per le gare fino a 200 metri (piani e con ostacoli) e di tre giorni per le distanze superiori. I 100 metri piani, come nel programma maschile, rimangono esclusi da questa nuova regola. Cosa ci saremmo persi se non ci fossero stati i ripescaggi? Per saperlo basta calcolare quante ripescate hanno poi passato la semifinale ed hanno partecipato all'atto conclusivo. Sommando tutte le sei specialità coinvolte si ottiene il numero di 152 atlete partecipanti. Una sola finalista: la spagnola Águeda Marqués sui 1500 metri (3ª nei ripescaggi, 6ª in semifinale e 11ª in finale). La percentuale è quindi 1 su 152.
Tornando al programma delle gare veloci, si nota che il secondo e il terzo turno dei 200 metri si disputano nello stesso giorno. Era inevitabile?

Altra stranezza: nel giorno in cui si disputa la finale dei 400 m piani si corre anche il primo turno della staffetta 4x400 m.

Mezzofondo. Dopo tre edizioni consecutive in cui 1500 e 5000 m erano (parzialmente) sovrapposti, in quest'edizione è possibile disputare entrambe le gare. A Parigi si possono tentare le accoppiate 800-1500 e 1500-5000 metri. Si è voluto fare un programma speculare a quello dei maschi. Le donne disputano 800 m e 5000 m nella prima metà della settimana; negli stessi giorni gli uomini corrono 1500 m e 10 mila. Nella seconda metà della settimana il programma è invertito. Le giornate di riposo tra 5000 m e 10000 m si riducono da quattro a tre.
I concorsi sono ben dosati lungo la settimana. Desta curiosità la differenza nei giorni di riposo: la media è un giorno. Ma le tripliste e le pesiste non ne hanno, mentre discobole e giavellottiste ne hanno due.

Nelle ultime due edizioni dei Giochi alcune finali di gare su pista si erano svolte in orari inconsueti, ovvero tra le 10 e le 12. Questa soluzione è stata abbandonata. Evidentemente l'esperimento non ha dato gli effetti sperati.

I titoli assegnati nella prima parte della settimana (fino a martedì) sono 10; i restanti 13 sono assegnati nella seconda parte.

Per la prima volta la maratona femminile viene disputata nell'ultima giornata di gare. Visto il contestuale arretramento della gara maschile al sabato, per la prima volta l'onore di concludere i Giochi spetta alle donne.

## Risultati delle gare
| Specialità | Oro | Risultato               | Argento | Risultato               | Bronzo | Risultato               | Dettagli            |
| --- | --- | ----------------------- | --- | ----------------------- | --- | ----------------------- | ------------------- |
| 100 m vento: -0,1 m/s | Julien Alfred | 10"72                   | Sha'Carri Richardson                                                                                        | 10"87                   | Melissa Jefferson | 10"92                   | Classifica completa |
| 200 m | Gabrielle Thomas | 21"83                   | Julien Alfred                                                                                               | 22"08                   | Brittany Brown | 22"20                   | Classifica completa |
| 400 m | Marileidy Paulino | 48"17                   | Salwa Eid Naser                                                                                             | 48"53                   | Natalia Kaczmarek | 48"98                   | Classifica completa |
| 800 m | Keely Hodgkinson | 1'56"72                 | Tsige Duguma                                                                                                | 1'57"15                 | Mary Moraa | 1'57"42                 | Classifica completa |
| 1500 m | Faith Kipyegon | 3'51"29                 | Jessica Hull                                                                                                | 3'52"56                 | Georgia Bell | 3'52"61                 | Classifica completa |
| 5000 m | Beatrice Chebet | 14'28"56                | Faith Kipyegon                                                                                              | 14'29"60                | Sifan Hassan | 14'30"61                | Classifica completa |
| 10000 m | Beatrice Chebet | 30'43"25                | Nadia Battocletti                                                                                           | 30'43"35                | Sifan Hassan | 30'44"12                | Classifica completa |
| 3000 m siepi | Winfred Yavi | 8'52"76                 | Peruth Chemutai                                                                                             | 8'53"34                 | Faith Cherotich | 8'55"15                 | Classifica completa |
| 100 m ostacoli | Masai Russell | 12"33                   | Cyréna Samba-Mayela                                                                                         | 12"34                   | Jasmine Camacho-Quinn | 12"36                   | Classifica completa |
| 400 m ostacoli | Sydney McLaughlin-Levrone | 50"37                   | Anna Cockrell                                                                                               | 51"87                   | Femke Bol | 52"15                   | Classifica completa |
| Maratona | Sifan Hassan | 2h22'55                 | Tigist Assefa                                                                                               | 2h22'58                 | Hellen Obiri | 2h23'10                 | Classifica completa |
| Marcia 20 km | Yang Jiayu | 1h25'54"                | María Pérez                                                                                                 | 1h26'19"                | Jemima Montag | 1h26'25"                | Classifica completa |
| Salto in alto | Jaroslava Mahučich | 2,00 m                  | Nicola Olyslagers                                                                                           | 2,00 m                  | Iryna Heraščenko Eleanor Patterson                                                                                            | 1,95 m =                | Classifica completa |
| Salto con l'asta | Nina Kennedy | 4,90 m                  | Katie Moon                                                                                                  | 4,85 m                  | Alysha Newman | 4,85 m                  | Classifica completa |
| Salto in lungo | Tara Davis-Woodhall | 7,10 m                  | Malaika Mihambo                                                                                             | 6,98 m                  | Jasmine Moore | 6,96 m                  | Classifica completa |
| Salto triplo | Thea Lafond | 15,02 m vento: -0,4 m/s | Shanieka Ricketts                                                                                           | 14,87 m vento: -0,7 m/s | Jasmine Moore | 14,67 m vento: +0,7 m/s | Classifica completa |
| Getto del peso | Yemisi Ogunleye | 20,00 m                 | Maddison-Lee Wesche                                                                                         | 19,86 m                 | Song Jiayuan | 19,32 m                 | Classifica completa |
| Lancio del disco | Valarie Allman | 69,50 m                 | Feng Bin | 67,51 m                 | Sandra Elkasević | 67,51 m                 | Classifica completa |
| Lancio del martello | Camryn Rogers | 76,97 m                 | Annette Echikunwoke                                                                                         | 75,48 m                 | Zhao Jie | 74,27 m                 | Classifica completa |
| Lancio del giavellotto | Haruka Kitaguchi | 65,80 m                 | Jo-Ane van Dyk                                                                                              | 63,93 m                 | Nikola Ogrodníková | 63,68 m                 | Classifica completa |
| Eptathlon | Nafissatou Thiam | 6880 p.                 | Katarina Johnson-Thompson                                                                                   | 6844 p.                 | Noor Vidts | 6707 p.                 | Classifica completa |
| Staffetta 4×100 m | Stati Uniti Melissa Jefferson Twanisha Terry Gabrielle Thomas Sha'Carri Richardson                                            | 41"78                   | Gran Bretagna Dina Asher-Smith Imani-Lara Lansiquot Amy Hunt Daryll Neita Bianca Williams Desirèe Henry     | 41"85                   | Germania Alexandra Burghardt Lisa Mayer Gina Lückenkemper Rebekka Haase Sophia Junk                                           | 41"97                   | Classifica completa |
| Staffetta 4×400 m | Stati Uniti Shamier Little Sydney McLaughlin-Levrone Gabrielle Thomas Alexis Holmes Quanera Hayes Aaliyah Butler Kaylyn Brown | 3'15"27                 | Paesi Bassi Lieke Klaver Cathelijn Peeters Lisanne de Witte Femke Bol Eveline Saalberg Myrte van der Schoot | 3'19"50                 | Gran Bretagna Victoria Ohuruogu Laviai Nielsen Nicole Yeargin Amber Anning Mary John Hannah Kelly Jodie Williams Lina Nielsen | 3'19"72                 | Classifica completa |
| Maratona di marcia a staffetta mista | Spagna Álvaro Martín Maria Pérez                                                                                              | 2h50'31"                | Ecuador Brian Pintado Glenda Morejón                                                                        | 2h51'22"                | Australia Rhydian Cowley Jemima Montag                                                                                        | 2h51'38"                | Classifica completa |
| Staffetta 4×400 m mista | Paesi Bassi Eugene Omalla Lieke Klaver Isaya Klein Ikkink Femke Bol Cathelijn Peeters                                         | 3'07"43                 | Stati Uniti Vernon Norwood Shamier Little Bryce Deadmon Kaylyn Brown                                        | 3'07"74                 | Gran Bretagna Samuel Reardon Laviai Nielsen Alex Haydock-Wilson Amber Anning Nicole Yeargin                                   | 3'08"01                 | Classifica completa |
| record mondiale; record olimpico; record mondiale stagionale; record africano; record asiatico; record europeo; record nord-centroamericano e caraibico; record sudamericano; record oceaniano; record nazionale; record personale; record personale stagionale. | |                         | |                         | |                         |                     |

Statistiche
Delle 19 vincitrici di gare individuali a Tokyo (Elaine Thompson trionfò su 100 e 200 metri piani; Sifan Hassan vinse 5 e 10 mila metri), una ha abbandonato l'attività agonistica (la vincitrice del Giavellotto). Inoltre la stessa Elaine Thompson si è infortunata, così come la vincitrice del salto triplo; le campionesse degli 800 metri e del lancio del disco non hanno passato i Trials USA.
Infine, la Russia non è stata ammessa per la guerra di aggressione all'Ucraina, per cui manca la campionessa del salto in alto.
Pertanto si presentano a Parigi per difendere il titolo tredici atlete. Si confermano campionesse in quattro: Sydney McLaughlin (400 ostacoli), Faith Kipyegon (1500 m), Valarie Allman (Lancio del disco) e Nafissatou Thiam (Eptathlon).
Sono dieci le primatiste mondiali che partecipano ai Giochi di Parigi: vincono la loro gara in cinque: Faith Kipyegon (1500 m), Beatrice Chebet (10 mila), Sydney McLaughlin (400 ostacoli), Jaroslava Mahučich (Salto in alto) e Yang Jiayu (20 km marcia).
Nel 2023 si sono tenuti a Budapest (Ungheria), i Campionati mondiali di atletica leggera. Diciannove campionesse di gare individuali si presentano a Parigi per tentare l'abbinamento con l'oro olimpico.
Vi riescono in sei: Marileidy Paulino (400 m), Winfred Yavi (siepi), Jaroslava Mahučich (Salto in alto), Nina Kennedy (Asta), Camryn Rogers (Martello) ed Haruka Kitaguchi (Giavellotto).
Rispetto a due anni prima, solamente in due gare le misure con le quali si aggiudicano l'oro migliorano: 400 metri e 3000 siepi.
Tre atlete si presentano nella veste di campionessa olimpica in carica e di primatista mondiale: Faith Kipyegon (1500 m), Sydney McLaughlin (400 ostacoli) ed Anita Włodarczyk (lancio del martello). Le prime due si confermano campionesse. 
Sono solo 3 le atlete juniores che partecipano alle finali delle corse in pista e dei concorsi. Nessuna di esse si aggiudica medaglie. Angelina Topić, che avrebbe potuto essere la quarta, si era qualificata per la finale del Salto in alto, ma non è scesa in pedana.